# Raiders de Quantrill
 (août 2023).
La mise en forme du texte ne suit pas les recommandations de Wikipédia : il faut le « wikifier ».
Les points d'amélioration suivants sont les cas les plus fréquents. Le détail des points à revoir est peut-être précisé sur la page de discussion.
- Les titres sont pré-formatés par le logiciel. Ils ne sont ni en capitales, ni en gras.
- Le texte ne doit pas être écrit en capitales (les noms de famille non plus), ni en gras, ni en italique, ni en « petit »…
- Le gras n'est utilisé que pour surligner le titre de l'article dans l'introduction, une seule fois.
- L'italique est rarement utilisé : mots en langue étrangère, titres d'œuvres, noms de bateaux, etc.
- Les citations ne sont pas en italique mais en corps de texte normal. Elles sont entourées par des guillemets français : « et ».
- Les listes à puces sont à éviter, des paragraphes rédigés étant largement préférés. Les tableaux sont à réserver à la présentation de données structurées (résultats, etc.).
- Les appels de note de bas de page (petits chiffres en exposant, introduits par l'outil «  Source ») sont à placer entre la fin de phrase et le point final[comme ça].
- Les liens internes (vers d'autres articles de Wikipédia) sont à choisir avec parcimonie. Créez des liens vers des articles approfondissant le sujet. Les termes génériques sans rapport avec le sujet sont à éviter, ainsi que les répétitions de liens vers un même terme.
- Les liens externes sont à placer uniquement dans une section « Liens externes », à la fin de l'article. Ces liens sont à choisir avec parcimonie suivant les règles définies. Si un lien sert de source à l'article, son insertion dans le texte est à faire par les notes de bas de page.
- La présentation des références doit suivre les conventions bibliographiques. Il est recommandé d'utiliser les modèles {{Ouvrage}}, {{Chapitre}}, {{Article}}, {{Lien web}} et/ou {{Bibliographie}}. Le mode d'édition visuel peut mettre en forme automatiquement les références.
- Insérer une infobox (cadre d'informations à droite) n'est pas obligatoire pour parachever la mise en page.

Pour une aide détaillée, merci de consulter Aide:Wikification.
Si vous pensez que ces points ont été résolus, vous pouvez retirer ce bandeau et améliorer la mise en forme d'un autre article.
Les Raiders de Quantrill étaient les plus connus des guérilleros partisans pro-confédérés (également connus sous le nom de « bushwhackers ») qui combattirent pendant la guerre de Sécession. Leur chef était William Quantrill et le groupe incluait Jesse James et son frère Frank.
Tôt dans la guerre, le Missouri et le Kansas étaient théoriquement sous le contrôle du gouvernement de l'Union et devenaient les objets de violences généralisées alors que des groupes de bushwhackers confédérés et de Jayhawkers anti-esclavagistes se disputaient le contrôle. La ville de Lawrence, Kansas, un des centres du sentiment anti-esclavagiste, avait interdit les hommes de Quantrill et emprisonné certaines de leurs jeunes femmes. En août 1863, Quantrill mena une attaque contre la ville, tuant plus de 180 civils, soi-disant en représailles aux pertes causées par l'effondrement de la prison pour femmes.
Le gouvernement confédéré, qui avait accordé à Quantrill une commission sur des terrains en vertu du Partisan Ranger Act, fut indigné et retira son soutien à des forces aussi impulsives. En 1864, Quantrill perdit le contrôle du groupe, qui se scinda en plusieurs petites bandes. Certains, dont Quantrill, furent tués dans divers combats. D'autres survécurent pour organiser des groupes structurés plusieurs années après, lorsque le nom Quantrill's Raiders commença à être utilisé. Les frères James formèrent leur propre gang et commirent de nombreux vols pendant des années lors d'insurrections continues dans la région.

## Origines
La frontière entre le Missouri et le Kansas était un terrain fertile pour le déclenchement de guérillas lorsque la guerre de sécession commença en 1861. L'historien Albert Castel écrivit :

« Pendant plus de six ans, depuis que le Kansas a été ouvert en tant que territoire par la loi Kansas-Nebraska de Stephen A. Douglas en 1854, ses prairies avaient été le théâtre d’une série presque incessante de conventions politiques, raids, massacres, batailles lourdes et atrocités, le tout faisant partie d’un conflit féroce entre l’État libre et les forces pro-esclavagistes qui étaient venues au Kansas pour s’installer et se battre. »

En février 1861, les électeurs du Missouri élurent des délégués pour une convention à l'échelle de l'État, qui rejeta la sécession par un vote de 89 contre 1. Les unionistes, dirigés par le commandant régulier de l'armée américaine Nathaniel Lyon et Frank Blair de la politiquement puissante famille Blair, se battirent pour le contrôle politique et militaire de tout l'État contre les forces de plus en plus pro-sécessionnistes, dirigées par le gouverneur Claiborne Jackson et le futur général confédéré Sterling Price. En juin, une guerre ouverte débute entre les forces de l'Union et les troupes soutenant la Confédération. La guérilla éclate dans tout l'État et s'intensifie en août après la défaite de l'Union à la bataille de Wilson's Creek.
Un ouvrage historique décrit la situation dans l'État après Wilson's Creek :

« Contrairement à d’autres zones frontalières du Maryland et du Kentucky, les conflits locaux, les embuscades, les tireurs et les combats de guérilla marquèrent cette période de l’histoire du Missouri. « Lorsque les troupes régulières étaient absentes, la guerre improvisée prenait souvent une nature de guérilla meurtrière alors que les citoyens locaux prenaient les armes spontanément contre leurs voisins. C’était une guerre furtive et de raid sans front, sans organisation formelle et avec presque aucune séparation entre le civil et le guerrier » »

En août 1862, avec la victoire de l'Union à la bataille de Pea Ridge, le Missouri fut libéré de nombreuses troupes confédérées régulières, mais la violence des insurgés se poursuivit. La force de guérilla la plus notoire étant dirigée par William Clarke Quantrill.

## Méthodes et statut légal

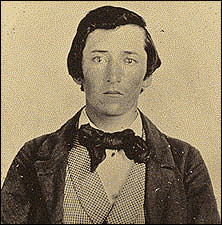
Photo de jeunesse du capitaine William Clarke Quantrill

Quantrill n'est pas le seul guérillero confédéré opérant dans le Missouri, mais il acquiert rapidement une grande notoriété. Lui et ses hommes tendirent des embuscades aux patrouilles de l'Union et aux convois de ravitaillement, saisirent le courrier et frappèrent parfois certaines des villes des deux côtés de la frontière entre le Kansas et le Missouri. Reflétant la nature fratricide du conflit de guérilla dans le Missouri, Quantrill dirigea une grande partie de ses efforts contre les civils pro-Union en tentant de les chasser du territoire qu'il opérait. Les guérilleros de Quantrill attaquèrent les Jayhawkers, la milice de l'État du Missouri, les troupes de l'Union et se servirent principalement d'embuscades et de raids.
Sous sa direction, les guérilleros confédérés perfectionnèrent les tactiques militaires telles que les déguisements, les attaques coordonnées et synchronisées, la dispersion planifiée après une attaque qui utilisait des itinéraires préplanifiés et des relais de chevaux, et des méthodes plus techniques telles que l'utilisation de plusieurs calibres .36 Revolvers Colt pour leur puissance de feu accrue et leur meilleure précision par rapport au calibre .44.

### Admission par le gouvernement confédérée
Le 15 août 1862, Quantrill reçut une commission sur le terrain en tant que capitaine de l'armée confédérée en vertu du Partisan Ranger Act. D'autres officiers furent élus par les hommes et Quantrill se qualifia souvent de colonel. Malgré la responsabilité légale assumée par le gouvernement confédéré, Quantrill agit souvent seul sans se soucier de la politique ou des ordres de son gouvernement. Son opération la plus notable fut le massacre de Lawrence, un raid de vengeance sur Lawrence, Kansas, en août 1863.

### Massacre de Lawrence

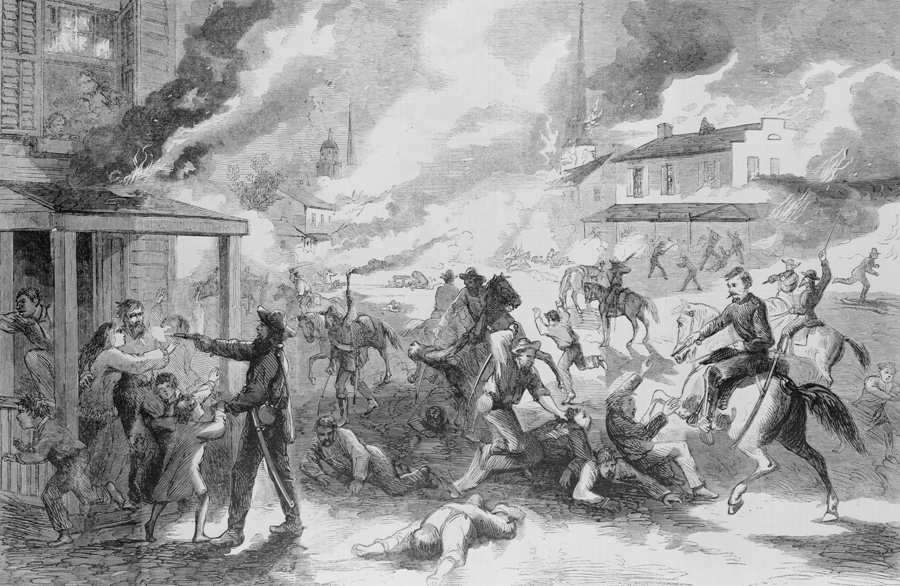
Pendant le raid, Quantrill et ses hommes brûlèrent 185 bâtiments à Lawrence, Kansas, et tuèrent 182 hommes et garçons.

Lawrence était la base historique des opérations des organisations abolitionnistes et des Jayhawker. Les forces pro-esclavagistes agissaient également dans la région, alors que les deux parties tentaient de prendre le pouvoir pour déterminer si le Kansas autoriserait l'esclavage. Pendant la période de la guerre frontalière (1855-1861), la région fut connue dans la presse sous le nom du « Kansas sanglant ». Pendant la guerre de sécession, les Jayhawkers poursuivirent leurs raids dans l'ouest du Missouri, où l'esclavage était concentré dans la région connue sous le nom de Little Dixie le long du fleuve Missouri. Des vols, pillages, incendies criminels et meurtres de civils furent commis des deux côtés.
En août 1863, les autorités de l'Union affectées au « district de la frontière » étaient assez frustrées par les tactiques de délit de fuite des guérilleros de Quantrill, en particulier à cause de l'aide fournie par les sympathisants confédérés dans les comtés frontaliers de l'ouest du Missouri. Les autorités commencèrent à emprisonner les membres féminins des familles des guérilleros connus, avec l'intention de les bannir. Les femmes, certaines adolescentes, furent incarcérées à Kansas City, Missouri, dans des prisons de fortune, dont la maison de Grand Street dans laquelle l'artiste et peintre local George Caleb Bingham tenait son atelier. Les soldats de l'Union agrandirent l'espace au premier étage en supprimant les poutres de soutien. En conséquence, la structure s'effondra, blessant et tuant plusieurs femmes. Leur mort indigna les guérillas pro-sud.
Appelant à la vengeance, Quantrill organisa un raid de partisan unifié sur Lawrence bien qu'il existe des preuves attestant que le raid fut planifié avant l'effondrement. Se coordonnant sur de vastes distances, de petites bandes de partisans parcoururent 50 miles (80 km) de prairie ouverte jusqu'au point de rendez-vous sur le mont Oread tôt le matin avant le raid. Les hommes de Quantrill brûlèrent un quart des bâtiments de la ville et tuèrent au moins 150 hommes et garçons. L'une des principales cibles du raid, le sénateur abolitionniste Jim Lane, s'échappa en fuyant à travers les champs de maïs. Le massacre de Lawrence fut l'opération la plus meurtrière et la plus tristement célèbre des guérillas confédérées du Missouri.

### Réaction confédérée
Le gouvernement confédéré fut consterné par le massacre et retira même son soutien tacite aux « bushwhackers ». Après le raid, Quantrill conduisit ses hommes derrière les lignes confédérées jusqu'à Sherman, Texas, où ils passèrent l'hiver 1863-1864. En cours de route, ils attaquèrent Fort Baxter (Kansas) et tendirent une embuscade en tuant près de 100 soldats de l'Union lors de la bataille de Baxter Springs. Au Texas, ils continuèrent à déranger le commandement confédéré par leurs actions souvent anarchiques.
Au Texas en 1864, deux des Raiders de Quantrill, les frères Calhoun, furent tués dans une fusillade avec le shérif du Comté de Collin, le capitaine James L. Read. Il pu échapper à la rage de Quantrill après s'être caché, mais fut lynché par ses partisans à Tyler, Texas, le 18 mai 1864,.
Certains officiers confédérés appréciaient l'efficacité de ces irréguliers contre les forces de l'Union, qui prenaient rarement le dessus sur eux, en particulier pour Quantrill. Parmi eux se trouvait le général Joseph O. Shelby, qui à la fin de la guerre se dirigea avec ses troupes vers le sud et le Mexique plutôt que de se rendre. Son commandement resta dans les mémoires sous le nom de « The Undefeated ».

### John Noland
Parmi les hommes de Quantrill se trouvait un esclave, John Noland qui appartenait à Francis Asbury Noland. Il n'y a aucune preuve que John ait obtenu sa liberté avant ou pendant la guerre,,.
Dans le film de 1999 Ride with the Devil, qui dépeint un groupe de bushwhackers fictifs du Missouri, le personnage de Daniel Holt est inspiré de Noland.

## Dissolution et conséquences

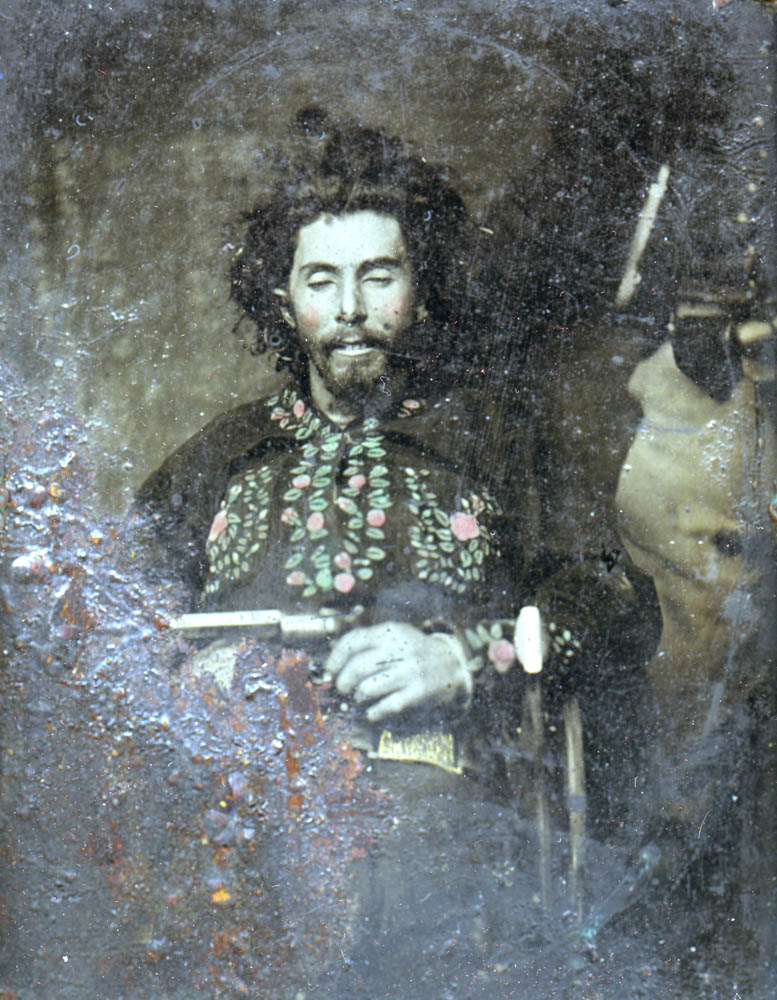
Le corps d'Anderson plusieurs heures après sa mort le 26 octobre 1864.

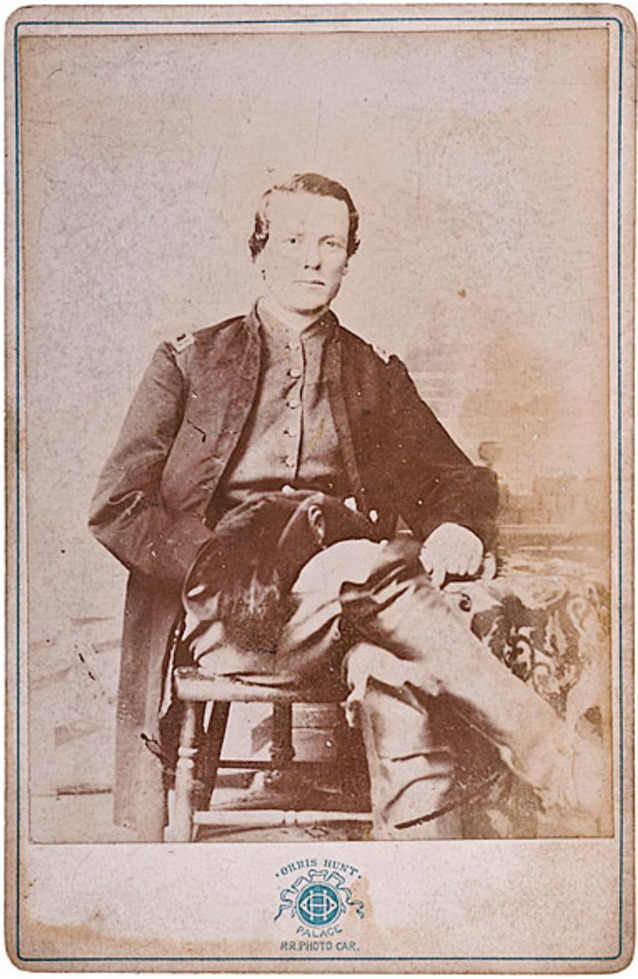
George Todd

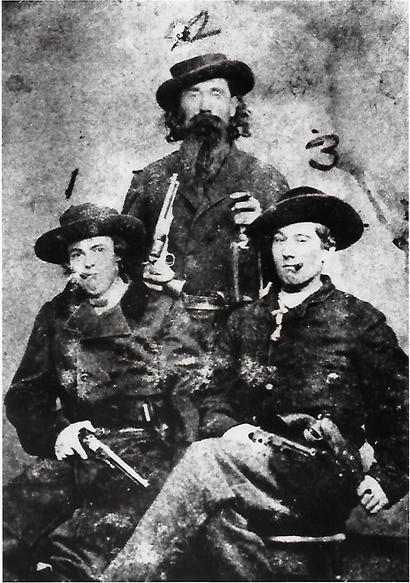
De gauche à droite : Arch Clements, Dave Pool et Bill Hendricks brandissant des revolvers à Sherman, Texas, 1863.

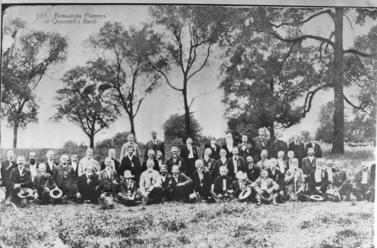
Réunion des Raiders de Quantrill. La première réunion officielle eu lieu en 1898, plus de 30 ans après la mort de Quantrill et la fin de la guerre de sécession.

À la fin de l'hiver 1863, Quantrill perdit son emprise sur ses hommes. Au début de 1864, les guérilleros revinrent du Texas jusqu'au Missouri en bandes séparées, aucune n'étant dirigée par Quantrill.

### Morts
Les guérilleros de Quantrill, en tant que groupe, n'ont pas maintenu d'opérations en hiver le long de la frontière. Quantrill emmena ses hommes à Cedar Mills, Texas, et offrit ses services à la Confédération. Leurs missions consistaient à attaquer les soutiens qui fournissaient l'Union, repousser les raids du Nord et les Jayhawkers au nord du Texas, repousser les attaques amérindiennes et surveiller et arrêter les déserteurs errant au Texas et en Oklahoma. Les guérillas étaient bagarreuses, indisciplinées et dangereuses. Quantrill perdit le contrôle de ses hommes à l'hiver 1863-1864.
Les hommes se divisèrent en bandes et furent commandés par les lieutenants « Bloody Bill » Anderson et George M. Todd. Les guérilleros retournèrent dans le Missouri au début de 1864 et Quantrill emmena plusieurs de ses fidèles troupes vers l'est, au Kentucky. Une fois là-bas, des soldats pro-Union et des tueurs à gages traquèrent Quantrill et ses hommes. Ils furent acculés dans une grange, où une fusillade blessa Quantrill à la colonne vertébrale et le rendit immobile. Il fut alors arrêté, mais mourut une semaine plus tard des suites de ses blessures.
Le groupe de guérilleros dissidents d'Anderson fut affecté au service en 1864 au nord du fleuve Missouri, lors du raid du général Sterling Price. Il devait perturber les opérations de l'Union au nord du fleuve Missouri et attirer les troupes de l'Union vers son commandement de cavalerie. Anderson aurait été abattu au nord d'Orrick. Son corps fut traîné dans les rues de Richmond, Missouri. Sa pierre tombale se trouve dans l'ancien cimetière des pionniers mormons, à l'extrême sud-ouest, derrière des pins et près d'une route.
Le groupe dissident de Todd fut attaché au raid du major général Sterling Price au sud de la rivière Missouri. Il fonctionna comme éclaireur de cavalerie. Todd mourut après avoir tombé de sa selle abattu par un tireur d'élite de l'Union, au nord d'Independence, Missouri, un jour avant la bataille de Westport. Le capitaine William H. « Bill Stuart » (Stewart) des Raiders de Quantrill fut tué par balle en novembre 1864 dans le comté de Howard, Missouri, alors qu'il tentait de voler à un bouvier de l'Union. Certains des guérilleros continuèrent sous la direction d'Archie Clement. Il garda un groupe, et ensemble après la guerre harcelèrent le gouvernement de l'État du Missouri en 1866. En décembre 1866, des miliciens de l'État tuèrent Clement à Lexington. Plusieurs de ses hommes continuèrent comme hors-la-loi, émergeant avec le temps sous le nom de James-Younger Gang. Le dernier survivant des Raiders de Quantrill mourrut en 1940.

## Dans la culture populaire
- Le film Dark Command (1940) traite des Raiders fictifs[Quoi ?] de William Cantrell, également dirigés par un partisan nommé officier par la Confédération.
- Fighting Man of the Plains est un film américain de 1949 réalisé par Edward L. Marin. Randolph Scott joue Jim Dancer, l'un des Raiders de Quantrill organisant des attaques contre le Kansas, au nom de la Confédération déchue, dans les années qui suivirent la guerre de sécession.
- Le film d'Audie Murphy, Kansas Raiders (1950), traite des Raiders de Quantrill dans la période immédiatement après la guerre, tout comme Arizona Raiders, avec également Audie Murphy.
- Le film Red Mountain (1951) présente le « général » William Quantrill attisant la rébellion dans diverses nations indiennes en 1865[18].
- Dans le film The Stranger Wore a Gun (1953), Randolph Scott joue Jeff Travis, un ancien espion des Raiders de Quantrill, qui se rend en Arizona pour commencer une nouvelle vie, mais constate que sa réputation le précède.
- Le film Bend of the River (1952) d'Anthony Mann met en scène James Stewart dans le rôle de Glyn McLyntock, un voleur frontalier Missouri-Kansas essayant d'échapper à son passé et de réparer un train de wagons de colons en l'accompagnant vers l'Oregon.
- L'épisode 20 de la saison 1 de Gunsmoke intitulé « Reunion '78 » (1956) montre un survivant d'un raid Quantrill dix ans plus tôt cherchant à se venger d'un raider.
- L'épisode de Lone Ranger, « The Twisted Track » (1956), parle d'un membre des Quantrill's Raiders ( William Henry ) cherchant à se venger d'un officier de l'Union.
- Bien qu'historiquement inexact, Warner Bros réalisa un Western intitulé Quantrill's Raiders (1958), mettant en vedette Steve Cochran en tant que héros fictif et avec Leo Gordon comme personnage principal.
- Dans le film Bandolero ! (1968), Mace Bishop (James Stewart) compare son engagement avec le General Sherman à celui de son frère Dee Bishop (Dean Martin) avec Quantrill comme « la guerre contre le mal ».
- Dans les films True Grit, le protagoniste Rooster Cogburn (John Wayne dans la version originale de 1969 et Jeff Bridges dans la version de 2010) se targue d'avoir fait partie des Raiders de Quantrill pendant la guerre de sécession. Il possède un chat nommé Sterling Price d'après le fameux général confédéré du Missouri.
- Le personnage principal du film The Outlaw Josey Wales (1976) rejoint l'unité de Bloody Bill Anderson après que sa famille a été assassinée par des Jayhawkers.
- L'épisode 8 de la saison 4 de La Petite Maison dans la prairie intitulé « The Aftermath » (1977) concerne Jesse James et son frère Frank qui se terrent à Walnut Grove et font référence aux Raiders de Quantrill tout du long.
- Dans le film de 1978 Goin' South, Jack Nicholson joue Henry Lloyd Moon, un ancien membre des Quantrill's Raiders.
- Enemy Gold, un film de série B de 1993 d'Andy Sidaris, utilise le mythe de Quantrill's Gold comme fil rouge pour le scénario bien que les liens historiques soient au mieux très faibles.
- La série DC Comics The Kents (1997) met en scène le frère du protagoniste et un ancêtre de Superman, Jeb Kent, en tant que membre des Quantrill's Raiders.
- Ride with the Devil (1999), avec Tobey Maguire et Jewel, dépeint les Raiders de Quantrill et le conflit Missouri-Kansas.
- Le film The Hateful Eight (2015) fait référence aux Mannix Marauders, une version fictive des Quantrill's Raiders.
- Dans le jeu vidéo Red Dead Redemption II (2018), la version du jeu fictive des Raiders de Quantrill, la ville de Lawrence est mentionnée dans une lettre trouvée sur un pillard de Lemoyne. Dans ladite lettre, des combats avec les Jayhawkers seraient en cours, faisant peut-être référence au massacre de la ville.
- Le 36e album de la bande dessinée belge sur le thème de la guerre de sécession Les Tuniques bleues s'intitule Quantrill et concerne la rencontre des personnages principaux (de l'armée de l'Union) avec Quantrill et ses Raiders.

### Fictions littéraires et musicales
- Dans la chanson « Frank et Jesse James » de son album éponyme de 1976, Warren Zevon chante le jeune Frank et Jesse James quand « ils rejoignent Quantrill » juste après que « la guerre ait éclaté entre les États »[19].
- Les Raiders de Quantrill sont un élément majeur de Wildwood Boys[20], un roman biographique de « Bloody Bill » Anderson, de James Carlos Blake.